# コルドファン
コルドファン（クルドファン、Kurdufan、Kordofan）はスーダン中央の地域。コルドファンの南端は南スーダンとの境目となっており、境界線に位置するアビエイが石油を産出することから、その帰属をめぐって激しい南北対立が繰り広げられている。

## 地理
コルドファン地方は376,145平方キロメートル、2000年の人口は360万人である（1983年には300万人）。南東部のヌバ山地 (Nuba Mountains) を含め起伏の多い高原である。6月から9月の雨季にかけては肥沃であるが、それ以外の時期は実質砂漠である。この地方の主力な町は北コルドファンにあるオベイドである。

## 行政区画
コルドファン地方には、2015年現在3つの州（State）が所属している。
- 北コルドファン州 - オベイド
- 南コルドファン州 - カードゥクリー
- 西コルドファン州 - フーラ
  - 帰属未定のアビエイ地域を含むアビエイ地区を管轄するのは西コルドファン州である。（西コルドファン州廃止時期は南コルドファン州）

### 変遷
- 1898年：コルドファン州が設置される。
- 1974年7月1日：北コルドファン州と南コルドファン州に分割。
- 1991年：行政区画再編（詳細は不明）
- 1994年2月14日：北コルドファン州と南コルドファン州、西コルドファン州が成立。
- 2005年8月16日：西コルドファン州を廃止、南北に分割・統合。
- 2011年7月9日：南部が「南スーダン共和国」として分離独立。地方南部のアビエイ地域の帰属が問われることとなる。
- 2013年7月13日：西コルドファン州が再設置される。

## 歴史

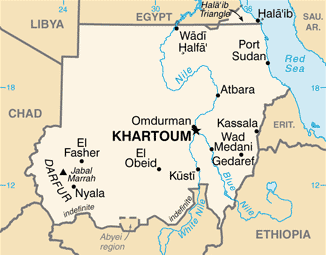
スーダンと主要都市

### 1840年代まで
ボヘミア生まれのイグナツ・パルメ (de:Ignaz Pallme) による1843年の著書によると、1779年、現在のスーダン東部にあったセンナール王国 (Kingdom of Sennar) がシェイク・ナシブ（Sheikh Nacib）に騎兵隊2000を預けてこの地の征服に乗り出し、その後にセンナールおよびドンゴラ (old Dongola) から多くの人が移り住んだ。
ほぼ同時期、現在のスーダン西部にあったダルフールスルタン国(Sultanate of Darfur)もコルドファンの統治を試み、センナール人を追い出して、1821年までこの地を支配した。ダルフールの支配時期には平和であり、商人に課せられた税もダルフールのスルタンに対する献金の形であり、負担が少なかった。ドンゴラ人はこの地方第2の商業都市バラ (Bara) を建てた。商取引は四方に及び、キャラバンはアビシニア（エチオピア帝国）やエジプトの商品をロベイド（Lobeid）やバラといった都市に運び込み、他のアフリカの諸都市に輸出を行っていた。
1821年、オスマン帝国のエジプト総督ムハンマド・アリーが、息子のイブラーヒーム・パシャと娘婿の「大蔵卿」ムハンマド・フスラウ・アッ＝ダラマリーに4500名の兵士と大砲8門を預けて攻略させ、征服した。ムハンマド・アリーは他の商人の行動を大幅に制限し、コルドファンの富を独占した。

### 1840年代以後
1883年、のちのスーダンにおけるマフディー運動の指導者ムハンマド・アフマド (Muhammad Ahmad) は北コルドファンの主要都市オベイドを占領した。それを受けてエジプト政府（当時のエジプトはオスマン帝国から事実上の独立を果たしており、一方でイギリスの半植民地状態となっていた）は、首都カイロからイギリスのウィリアム・ヒックス将軍 (William Hicks) の指揮する軍を派遣したが、オベイド南部のシェイカン (Sheikan) で待ち伏せに合い、全滅し、マフディー国家が成立した。1898年には再びイギリスの攻撃を受け、マフディー国家は滅びた。
しかし、この十余年のマフディー国家の支配下で進出していたフランスのマルシャン部隊とイギリス軍がファショダ村 (Kodok) で衝突し、ファショダ事件がおこった。この事件は、イギリスの南下政策とフランスの東進政策が背景にあったが、本国政府同士で話し合い、スーダンとモロッコの利権を交換する事で解決をみた。コルドファンは英領スーダンの一地域となった。

### 1900年代
- 第一次スーダン内戦
- 第二次スーダン内戦以前は一つの州だったコルドファン州が、1994年に北コルドファン (North Kurdufan) 、南コルドファン (South Kurdufan) 、西コルドファン (West Kurdufan) の3州に分割された。

### 2000年代
- さらに2005年8月[2]、スーダン政府とスーダン人民解放運動・軍の間の包括的和平合意 (Comprehensive Peace Agreement) に基づき、西コルドファン州は廃止分割されて、南北コルドファンに吸収された。
- 2011年南部スーダン独立住民投票
- 国際連合南スーダン派遣団
- 南北スーダン国境紛争 (2012年)

## 経済
伝統産業として、アラビアガムが生産されている。そのほか、落花生、木綿、雑穀が栽培されている。
スイカの栽培種のルーツは、コルドファン地方の野生種に由来するものと考えられている。
アビエイ近郊はスーダンの1/4の石油産出量を誇り、ヘグリグ油田（en:Muglad Basin）などが知られている。この地域の石油はパイプラインで紅海沿岸の都市ポートスーダンに送られ、タンカーで輸送している。

## 住民

### 民族
多数派は「アラブ系」であり、ダル・ハミッド、カワーラ、ハマルなどの氏族(Dar Hamid, Kawahla, Hamar, Bedairiah, Joamaah, and Rekabeiah)があり、その他にヌバ族 (Nuba) と総称される先住民や、ナイル系のディンカ族 (Dinka) 、シルック族 (Shilluk) もいる。北部は数百年ほど前からチャド・アラビア語を話す半遊牧民のバッガーラ族(Baggara)やラクダ遊牧民のカバビシュ族(Kababish)の放牧地となっている。バッガーラ族の亜族の一つであるアラブ系遊牧民ミッセリア(Messiria)は軍事組織ムラフリーンを結成し、アビエイの帰属問題をディンカ族を中心とするスーダン人民解放軍 (SPLA)と争っている。

### 言語
アラブ系住民の多くはアラビア語を使っているが、ヌバ族の言語であるコルドファン語派とされる諸語やナイル系部族のカドゥ諸語（ナイル・サハラ語族）がこの地域の固有言語である。

## 脚註
1. ↑  Pallme, Ignaz Samuel; Kordofan: Beschreibung von Kordofan und einigen angrenzenden Ländern ("Writing about Kurdufan and Some Bordering Lands"); Stuttgart. 1843.
2. ↑  UNMIS CPA Monitor May 2007, Southern Kordofan
3. ↑  “スーダンのスイカが祖先か　病害虫に強い特徴―国際チーム”.   時事通信社 (2021年6月2日). 2021年6月4日閲覧。